# Energia nucleare in Armenia
Nel 2011 l'energia nucleare in Armenia ha generato il 33,2% dell'energia elettrica prodotta in totale nel Paese.
A marzo 2010, è presente in questa nazione una centrale elettronucleare in funzione (Metsamor nell'omonima località) che dispone di un reattore operativo ed uno dismesso.
Non vi sono centrali elettronucleari chiuse.

## Storia
In Armenia è presente solo un impianto, quello di Metsamor che è a 30 km dalla capitale Erevan, composto da due reattori VVER440 di cui solo uno in funzione. I due reattori sono modello V-230, ognuno di 407,5MW lordi (376MW), costruiti su un solido basamento di basalto con una aspettativa di vita di 30 anni. Queste furono le prime unità russe specificamente ideate per essere costruite in una regione ad alta sismicità, sono quindi stati opportunamente modificati e rinominati V-270. I piani per le unità 3 e 4 sono stati abbandonati dopo l'incidente di Černobyl' del 1986.
Nel dicembre 1988 si è verificato un potente terremoto nel nord-ovest dell'Armenia, che ha causato la morte di almeno 25.000 persone. La centrale di Metsamor a 75 km dall'epicentro ha continuato a funzionare normalmente senza alcun danno, ma entrambe le unità sono state successivamente arrestate nel 1989 per motivi di sicurezza in materia di vulnerabilità sismica. L'unità 1, dopo 13 anni di funzionamento, è ora in fase di smantellamento. Nel 1993, si è deciso di riavviare la seconda unità a causa della grave crisi economica, questo è stato realizzato nel 1995, dopo 6 anni di arresto. Da allora l'AIEA ha partecipato nel miglioramento della sicurezza presso l'impianto, che è ora previsto per chiudere nel 2016.
Tutto il combustibile è fornito dalla Russia, questa ha provocato un significativo del debito estero. Come risultato, lo stabilimento è stato gestito da una filiale di RAO UES e Rosenergoatom dal 2003, come parte di un accordo di cinque anni per contribuire a pagare i debiti. Questo accordo, ora solo con Inter-RAO, è stata prorogata di cinque anni nel 2008.

## Programma nucleare futuro
Nel 2007 l'Armenia ha adottato una nuova strategia energetica, incentrata sulla sicurezza degli approvvigionamenti attraverso la diversificazione degli approvvigionamenti, l'uso di energia nucleare e di fonti energetiche rinnovabili. Il ministro dell'energia ha annunciato uno studio di fattibilità per una nuova unità a Metsamor, l'indagine è in corso, con l'aiuto di Russia, Stati Uniti ed IAEA. Nel febbraio 2009, il governo ha annunciato una gara d'appalto per una nuova unità di 1.000 MW, che dovrebbe costare fino a 5 miliardi$ in totale, nel maggio 2009 la società australiana Worley Parsons è stata scelta per amministrare il progetto tramite la firma di un contratto di gestione da 460 milioni$. Nel mese di giugno 2009 è stata approvata una legislazione per consentire l'installazione di una capacità produttiva totale fino a 1200 MW nel sito di Metsamor
Nel dicembre 2009 il governo ha approvato la creazione della JV Metzamorenergoatom, una società al 50:50 russa ed armena fra il Ministero dell'Energia e delle Risorse Naturali e la Atomstroyexport, con possibilità di contributi da altri investitori. Il progetto è per un reattore VVER1000 modello AES-92 da 1060MW, la costruzione è prevista iniziare per l 2011-12 con l'entrata in produzione commerciale nel 2017 per un costo previsto di 4 miliardi$ con una vita operativa di 60 anni. A marzo 2010 è stato firmato un accordo con la Rosatom per la fornitura delle attrezzature per il nuovo reattore.

## Gestione dei rifiuti e depositi geologici
Il paese non ha depositi geologici.

## Produzione di uranio
L'Armenia non è un produttore di Uranio. Secondo il "Red Book" del 2007 il paese non ha riserve note di Uranio Nel corso del 2008 sono stati firmati degli accordi esplorativi del territorio armeno per individuare giacimenti uraniferi, che dagli archivi sovietici dovrebbero assommare a circa 10.000t, le prime stime odierne parlano di riserve di 30-60.000t.

## Centrali elettronucleari
Tutti i dati della tabella sono aggiornati a giugno 2010
| Reattori operativi |                    |           |                    |                                    |                                   |                        |
| Centrale | Potenza netta (MW) | Tipologia | Inizio costruzione | Allacciamento alla rete            | Produzione commerciale            | Dismissione (prevista) |
| Metsamor (Reattore 2) | 376                | VVER440   | 1º luglio 1975     | 5 gennaio 1980                     | 3 maggio 1980                     | 2016                   |
| Totale: 1 reattori per complessivi 376 MW |                    |           |                    |                                    |                                   |                        |
| Reattori in costruzione |                    |           |                    |                                    |                                   |                        |
| Centrale | Potenza netta (MW) | Tipologia | Inizio costruzione | Allacciamento alla rete (prevista) | Produzione commerciale (prevista) | Costo (stimato)        |
| Totale: 0 reattori per complessivi 0 MW |                    |           |                    |                                    |                                   |                        |
| Reattori pianificati ed in fase di proposta |                    |           |                    |                                    |                                   |                        |
| Totale programmati: 1 reattori per complessivi 1.060 MW Totale proposti: 0 reattori per complessivi 0 MW                                                            |                    |           |                    |                                    |                                   |                        |
| Reattori dismessi |                    |           |                    |                                    |                                   |                        |
| Centrale | Potenza netta (MW) | Tipologia | Inizio costruzione | Allacciamento alla rete            | Produzione commerciale            | Dismissione            |
| Metsamor (Reattore 1) | 376                | VVER440   | 1º luglio 1969     | 22 dicembre 1976                   | 6 ottobre 1977                    | 25 febbraio 1989       |
| Totale dismessi: 1 reattori per complessivi 376 MW |                    |           |                    |                                    |                                   |                        |
| NOTE: - La normativa in vigore prevede la possibilità di sostituzione e/o aumento del parco reattori al termine del ciclo vitale degli impianti ancora in funzione. |                    |           |                    |                                    |                                   |                        |